# Pseudomedaeus
Pseudomedaeus is een geslacht van kreeftachtigen uit de klasse van de Malacostraca (hogere kreeftachtigen).

## Soorten
- Pseudomedaeus africanus (Monod, 1956)
- Pseudomedaeus agassizi (A. Milne-Edwards, 1880)
- Pseudomedaeus distinctus (Rathbun, 1898)